# 3beta-idrossi-delta5-steroide deidrogenasi
La 3β-idrossi-Δ5-steroide deidrogenasi è un enzima appartenente alla classe delle ossidoreduttasi, che catalizza la seguente reazione:
a 3β-idrossi-Δ5-steroide + NAD+ ⇄ a 3-osso-Δ5-steroide + NADH + H+
L'enzima agisce sul 3β-idrossiandrost-5-en-17-one per formare androst-4-ene-3,17-dione e sul 3-idrossipregn-5-en-20-one per formare progesterone.